# Lycaena cyanogyne
Lycaena cyanogyne är en fjärilsart som beskrevs av Hörhammer 1934. Lycaena cyanogyne ingår i släktet Lycaena och familjen juvelvingar. Inga underarter finns listade i Catalogue of Life.